# Andres Anvelt

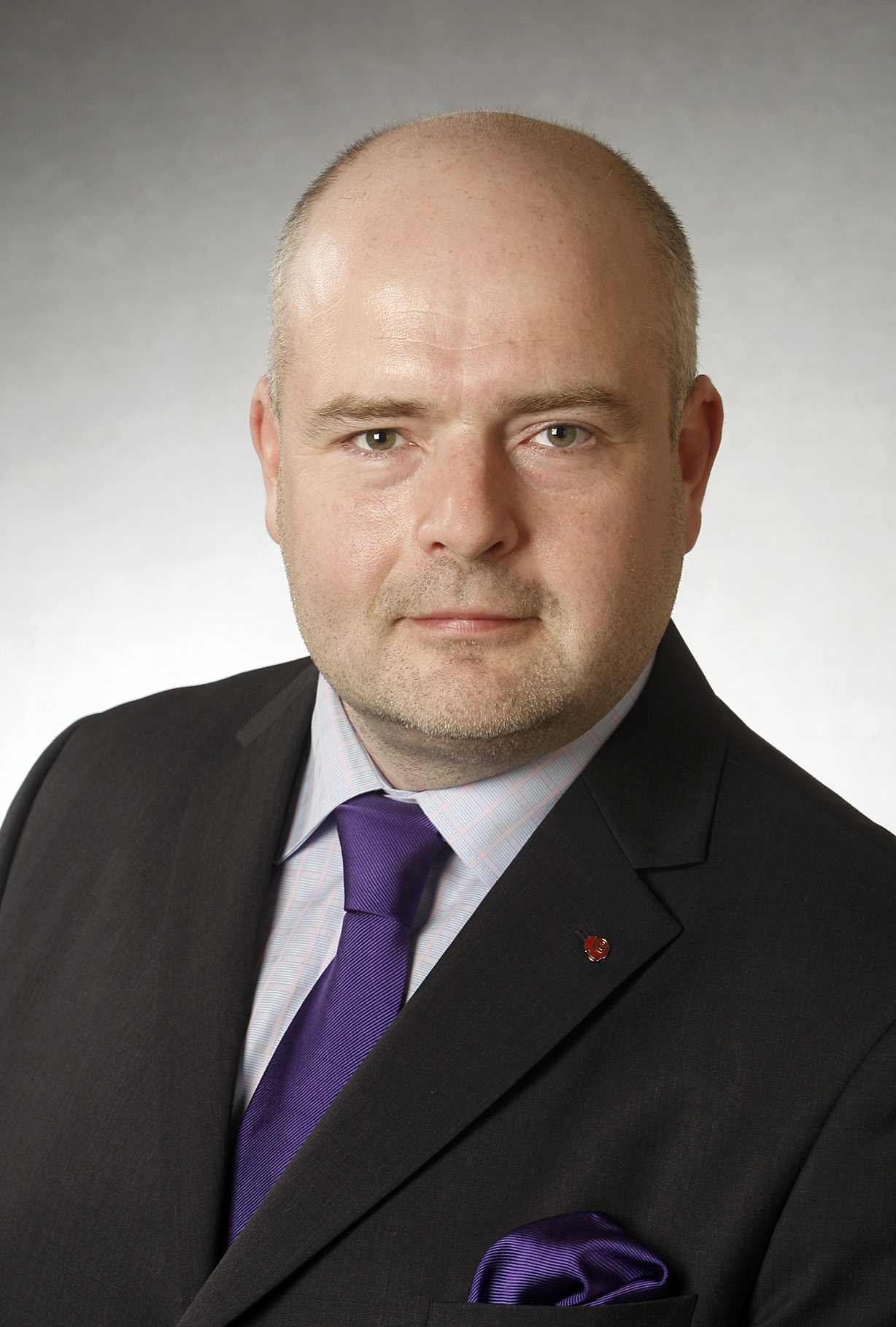
Andres Anvelt (2011)

Andres Anvelt (* 30. September 1969 in Tallinn, Estnische SSR) ist ein estnischer Politiker. Vom 23. November 2016 bis zum 26. November 2018 war er Innenminister der Republik Estland. Anvelt gehört der Sozialdemokratischen Partei Estlands (SDE) an.

## Leben, Recht und Politik
Andres Anvelt machte 1987 sein Abitur in Tallinn. Anschließend besuchte er für eine juristische Grundausbildung eine Spezialschule der Miliz. Seit 1989 war Anvelt bei der Tallinner Polizei beschäftigt.
Anvelt studierte bis zum Jahr 2000 Rechtswissenschaft an der Universität Tartu, anschließend Verwaltungswissenschaft an der Technischen Universität Tallinn. Dort legte er 2003 sein Magisterexamen ab. Er absolvierte darüber hinaus zahlreiche Kurse an der FBI Academy in Virginia.
Von 2001 bis 2003 war er Direktor der estnischen Kriminalpolizei. Von 2004 bis 2006 leitete er die Ausbildungsstätte der estnischen Polizei (Politseikolledž).
Von 2007 bis 2011 war Anvelt Sicherheitsberater des Befehlshabers der estnischen Streitkräfte, Ants Laaneots.
Von 2011 bis 2014 gehörte Anvelt als Abgeordneter dem estnischen Parlament (Riigikogu) an. 2013 kandidierte er für die Sozialdemokraten vergeblich für das Amt des Oberbürgermeisters der Hauptstadt Tallinn. Vom 26. März 2014 bis 9. April 2015 war er estnischer Justizminister in der sozial-liberalen Koalitionsregierung von Ministerpräsident Taavi Rõivas.
Nach dem Ausscheiden aus dem Kabinett kehrte Anvelt ins Parlament zurück. Er wurde dort Fraktionsvorsitzender der Sozialdemokraten. Ab dem 23. November 2016 war Andres Anvelt Innenminister im Kabinett von Ministerpräsident Jüri Ratas. Er behielt dieses Amt bis zu seinem Rücktritt aus gesundheitlichen Gründen im November 2018.

## Autor
Neben seiner beruflichen Tätigkeit ist Anvelt auch als Schriftsteller in Erscheinung getreten. Im Dezember 2007 erschien sein Kriminalroman Punane elavhõbe („Das rote Quecksilber“). Er wurde 2010 von dem estnischen Regisseur Andres Puustusmaa verfilmt. Im November 2010 wurde Anvelts zweiter Roman veröffentlicht, Direktor. Ühe turu erastamise lugu („Der Direktor. Die Geschichte der Privatisierung eines Marktes“). Sie kreist Ende der 1990er Jahre um den Tallinner Zentralmarkt.

## Privatleben
Andres Anvelts Großvater, Jaan Anvelt (1884–1937), war einer der bekanntesten bolschewistischen Agitatoren Estlands. Er errichtete mit Hilfe der sowjetrussischen Armee 1918/1919 im Nordosten Estlands eine kommunistische Terrorherrschaft und war maßgeblich für den gescheiterten kommunistischen Putschversuch in Estland 1924 verantwortlich. 1937 fiel er in Moskau dem Großen Terror zum Opfer.
Andres Anvelts Vater, der aus der zweiten Ehe seines Großvaters Jaan Anvelt mit der estnischen Malerin und Parlamentsabgeordneten Alise Stein-Anvelt (geborene Lewald, 1900–1991) stammte, war der sowjetische Funktionär Jaan Anvelt (der Jüngere, 1936–2001).
Andres Anvelt ist mit der estnischen Journalistin Kärt Anvelt verheiratet.